# Деамбулаторий
Деамбулаторий (от лат. deambulo из лат. de «за» и лат. ambulo «ходить», лат. ambio — обходить, ходить кругом чего-либо) или в ранней форме амбулаторий — обходная галерея вокруг алтарной части храма, образованная продолжением боковых нефов, смыкающихся за главным алтарём; типичный элемент романской и готической храмовой архитектуры. По этой галерее прихожане, не выходя из храма, попадали к небольшим апсид-капеллам, в отдельных случаях образующих в восточной части храма полукружие апсидиол, так называемый «венец капелл». В капеллах размещались малые алтари, прихожане и паломники могли обозревать находящиеся там реликвии и поклоняться им.

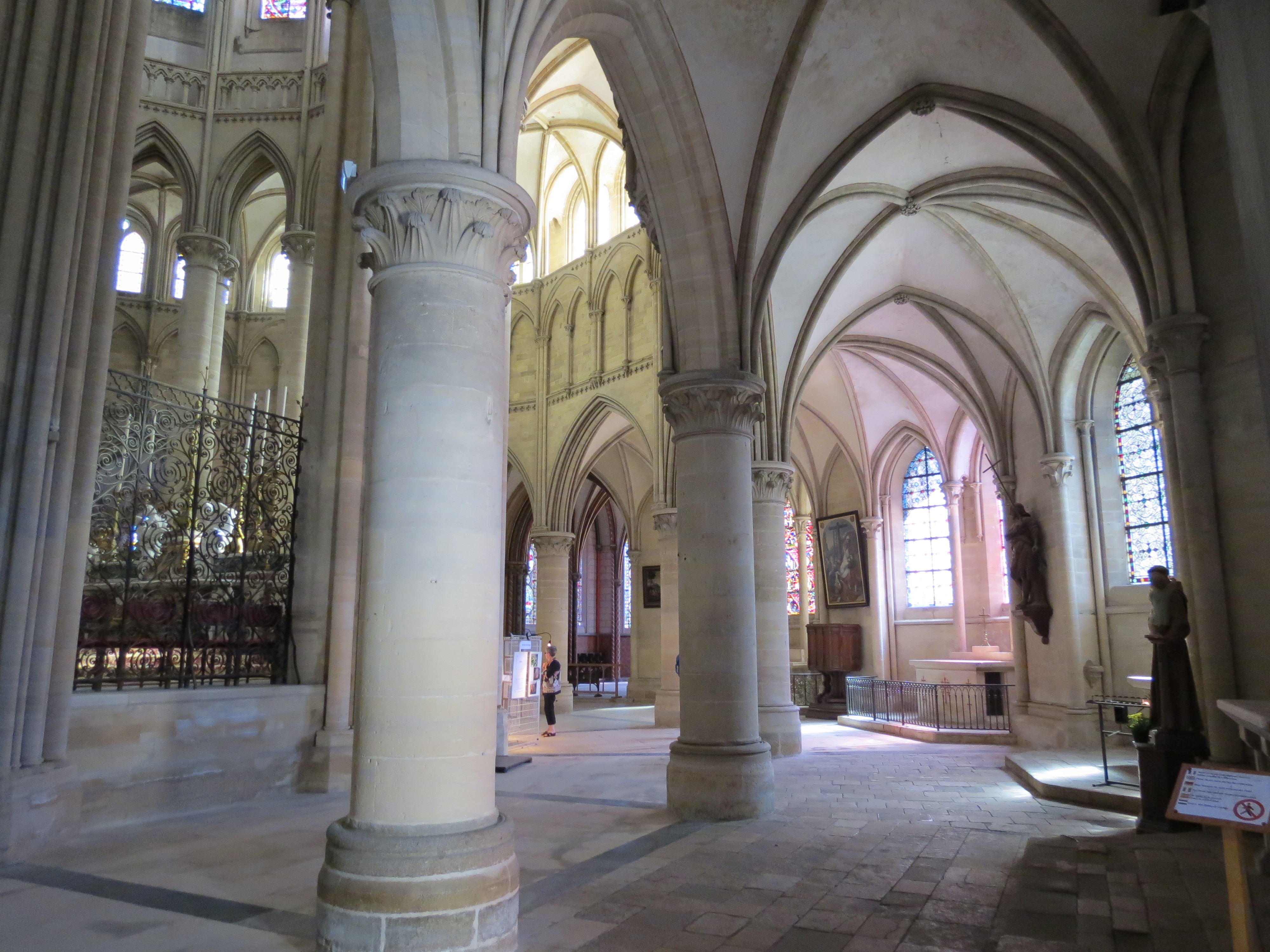
Двойной деамбулаторий собора в Кутансе. Слева — решётка, отделяющая алтарную часть, справа — капеллы

Деамбулатории в архитектуре появились в X—XI веках и в эпоху готики утвердились как типичный элемент пространственного деления церковных зданий. В отличие от континентальной архитектуры того периода, в Англии восточный алтарный выступ церкви традиционно сохранял прямоугольную форму. Помимо доступа к капеллам, деамбулаторий позволял паломникам созерцать святыни, хранившиеся в алтарной части собора, и зачастую представлявшие главную цель паломничества. При этом алтарная часть отгораживалась от деамбулатория, как правило, не стеной, а фигурной сквозной решёткой.
В новое время, отчасти ввиду снижения роли местного паломничества, деамбулатории начинают исчезать из храмовой архитектуры. Они сохраняются в церквях традиционной планировки, а также в наиболее значительных культовых постройках, рассчитанных на массовое посещение (например, в базилике Сакре-Кёр).